# Owen McAleer
Owen McAleer (ur. 3 lutego 1858, zm. 7 marca 1944) – amerykański polityk, burmistrz Los Angeles. Funkcję tę sprawował w latach 1904-1906. Urodzony w Kanadzie, do Kalifornii przyjechał w 1888 roku. Był przemysłowcem. Przed objęciem stanowiska burmistrza wybrany był do Rady Miasta (wówczas Common Council). Z polityki wycofał się w latach 20. Za czasów jego rządów uruchomiono przepompownię ścieków The Central Outfall Sewer, zbudowano także The Philharmonic Auditorium i otworzono Immaculate Heart College. Uruchomiono także specjalne lekcje dla upośledzonych dzieci w szkołach publicznych.